# Punta del Este
Punta del Este est une ville côtière d'Uruguay située dans le département de Maldonado. C'est avant tout une importante station balnéaire établie sur la baie de Maldonado et qui s'illustre par ses deux grandes plages, la Playa Mansa et la Playa Brava, contribuant fortement à sa réputation de station touristique internationale.

## Histoire
Juan Díaz de Solís aperçut en 1516 la pointe et l'appela alors Cabo de Santa María (Cap de Sainte-Marie) puis au XVIIIe siècle, d'abord Pueblo Ituzaingó ; ensuite, son nom fut changé en Punta del Este (Pointe de l'Est), et à l'époque de la colonie espagnole des canons y furent installés pour défendre l'entrée du Fleuve d'Argent (Río de la Plata), ainsi qu'à l'Ile Gorriti.
En 1820, les terres appartenaient à des grands propriétaires notamment à la famille de Samuel Lafone mais le Brésil attaqua le pays en 1827 et y installa ses troupes, ce qui provoqua la bataille d'Ituzaingó ; en 1829, avec l'indépendance, le gouvernement propose la création d'une ville nommée Ituzaingó en mémoire de la bataille.
Puis à cause des guerres civiles, le projet fut abandonné jusqu'en 1843 date à laquelle le gouvernement achète pour 45 000 pesos d'argent le terrain et établit un plan pour distribuer les emplacements. Mais de nouveau le projet fut oublié, principalement à cause des dunes qui rendaient difficile la création de route. Le village commença à être peuplé en 1857, le phare fut construit en 1860 et le port en dur (avant, il fallait accoster sur les plages) entre 1885 et 1887, la route (l'ancien chemin passait dans les dunes) fut quant à elle construite en 1911.
En 1906, les habitants réclamèrent des élections officielles pour permettre l'établissement d'un commissariat de police, d'un tribunal, d'une école et d'une assemblée de village, la Junta de Vecinos. Le transport se faisait depuis Montevideo en diligence, La mayoral del Este du maître Etanislao Tassano.
Le 12 avril 1967, débute à Punta del Este la conférence inter-américaine, à laquelle participe notamment Lyndon Johnson. En septembre 1986, Punta del Este accueille la première conférence du cycle d'Uruguay, un cycle de négociations sur les tarifs douaniers à l'échelle internationale. Ces négociations déboucheront sur la création de l'Organisation mondiale du commerce (OMC) en 1994.

## Économie

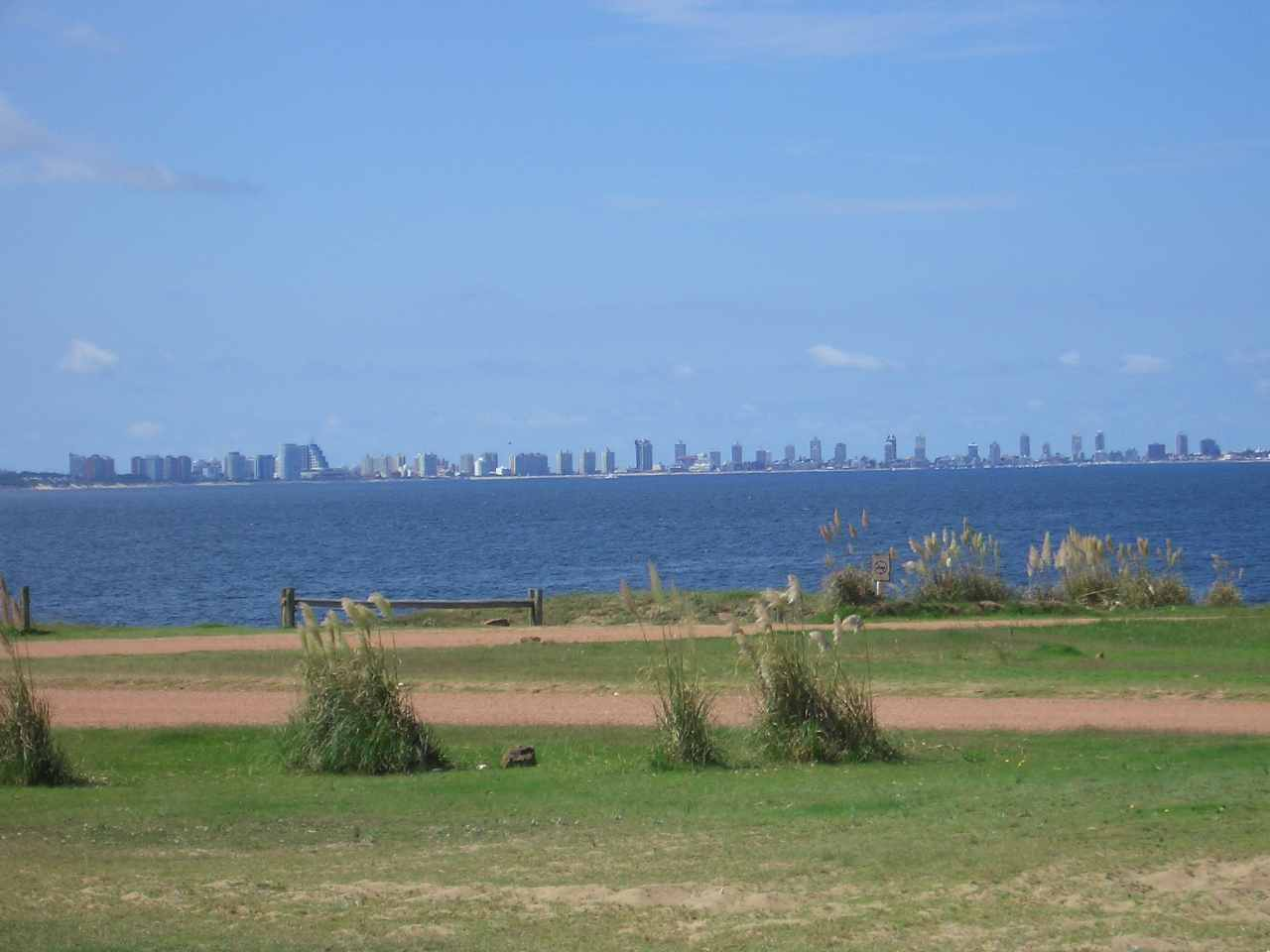
Gratte-ciels de Punta del Este.

La ville et ses plages sont l'un des centres touristiques parmi les plus importants d'Amérique du Sud, la majorité des touristes viennent d'Argentine et du Brésil voisins mais il y a aussi des Européens et des Nord-Américains.
La ville possède donc pas moins de 122 hôtels, 80 restaurants, un aéroport international et un port de plaisance pouvant accueillir 500 navires.
En pleine saison (en janvier), la population de la ville peut être multipliée par 55, atteignant alors 400 000 habitants. Pour cette raison, la ville est surnommée la « Saint-Tropez » d'Amérique latine
La plage de La Brava qui est sous le vent est principalement utilisée pour la pratique du surf alors que celle de La Mansa où il n'y a pas de vagues est  fréquentée par les familles.

## Géographie

### Sismicité
La région est située sur la «faille de Punta del Este», avec une sismicité relativement faible ; le dernier tremblement de terre eut lieu le 5 juin 1888, à 3 h 20 UTC-3, avec une magnitude de 5,5 sur l'échelle de Richter (Terremoto del Río de la Plata de 1888).

### Climat
Punta del Este a un climat océanique tempéré (Cfb, selon la classification de Köppen), avec des étés agréables et des hivers froids. Les précipitations sont réparties uniformément sur l'année, avec une moyenne de 1 010 mm. Le mois le plus chaud est le mois de janvier, avec une température moyenne de 21,7 °C, et le mois le plus froid est le mois de juillet, avec une moyenne de 11,5 °C. La température moyenne annuelle est de 16,6 °C.

## Démographie
Au dernier recensement de 2009, la ville de Punta del Este comptait une population de 19 263 habitants et plus de 200 000 habitants en été.

## Plages

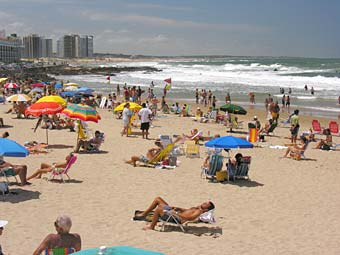
Plage El Emir.

Punta del Este possède des côtes et des plages pittoresques. Il existe deux types de côte : Mansa et Brava. La première qui s'étire le long du fleuve platéen sur une baie montre la fin du Río de la Plata (en français : Fleuve d'argent) d'un côté et l'autre s'ouvre sur l'Océan Atlantique. Toutes les plages de la péninsule sont ouvertes au public. Il y a des plages où l'eau est calme et d'autres avec de fortes vagues. 
La Playa Brava est celle qui accueille la célèbre Main, ou Monumento al Ahogado (Monument au noyé) pour avertir les baigneurs et les surfeurs que les vagues agitées de l'océan Atlantique pourraient les amener à se noyer.
La plage de la Barra est populaire pour les sports nautiques et la pêche. D'autres domaines comprennent El Tesoro Resort, la plage de Montoya et la plage de Bikini Manantiales. Aujourd'hui, cette région est devenue un centre touristique important.

## Principaux sites

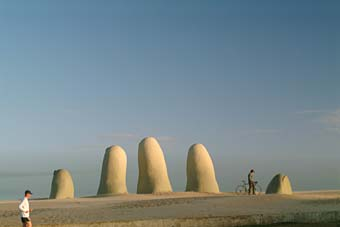
Monumento al Ahogado, les doigts de Punta del Este.

L'architecture de style colonial contraste avec des immeubles modernes. Aujourd'hui, la ville est surtout composée de maisons typiques des stations balnéaires, de bâtiments modernes, avec un port de plaisance, des grands magasins, des restaurants et des pubs.
L'avenue Gorlero, l'avenue principale de Punta del Este, compte de nombreuses galeries commerciales, restaurants, cinémas, casinos, boutiques. Le marché d'artisanat populaire se tient sur le square Artigas, sur l'avenue Gorlero.

### Casapueblo
Cette icône de Punta del Este est une œuvre du peintre et sculpteur uruguayen Carlos Páez Vilaró. Située au sommet de Punta Ballena, elle est l'une des principales attractions de la péninsule. L'artiste a commencé à travailler sur le projet en 1958 et a mis 36 ans pour l'achever.
Elle est reconnue dans le monde entier comme un exemple de « sculpture vivante ». Pendant la saison estivale, des concerts de musique classique sont donnés à proximité, au coucher du soleil.

### Phare de Punta del Este
Le phare de Punta del Este est haut de 45 mètres, et les lentilles qui composent son système optique furent importées de France. Il est alimenté électriquement, avec un système d'appoint fonctionnant au gaz. Il est possible de monter en haut du bâtiment par un escalier en spirale de 150 marches.

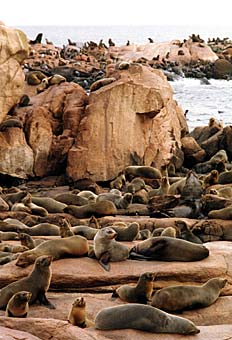
Lions de mer sur l'île Lobos.

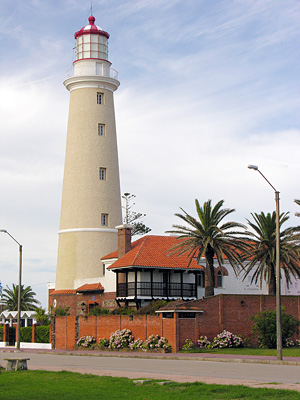
Phare de Punta del Este.

### Île Gorriti
Cette île de 21 hectares possède deux lieux fréquentés par les touristes, le port Garden et le plage Honda. Le port Garden est un port naturel, avec la possibilité pour les bateaux d'amarrer à proximité et l'on peut y pratiquer toutes sortes de sports nautiques.

### Île de Lobos
L' Île de Lobos, située à 8 kilomètres au sud-est de Punta del Este, visible depuis la Playa Brava, est dominée par son phare, le Phare de l'île de Lobos, qui est le plus élevé de l'Amérique du Sud. Elle est devenue une Réserve naturelle insulaire qui s'étend sur 41 hectares.

## Sport
La ville a accueilli à deux reprises l’ePrix de Punta del Este comptant pour le championnat de Formule E FIA.

## Transports
La ville est desservie par l'aéroport international Capitán de Corbeta Carlos A. Curbelo, le deuxième aéroport d'Uruguay, situé près de la Laguna del Sauce, en périphérie de la ville. Cet aéroport moderne fut inauguré en 1996. Il propose des vols intérieurs et internationaux.
On peut rejoindre Punta del Este depuis Buenos Aires par la ligne de ferry, qui relie la capitale argentine à Montevideo, située à 140 km Punta del Este, puis par car ou bus.

## Relations internationales

### Jumelages
La ville de Punta del Este est jumelée avec les villes suivantes :
- Guarujá, Brésil
- Noosa, Australie
- Porto Alegre, Brésil
- San Francisco, États-Unis
- Marbella, Espagne.
- Mar del Plata, Argentine
- Viña del Mar, Chili
- Ibarra, Équateur
- Dubrovnik, Croatie

## Personnalités liées à la ville
- L'homme politique français Jacques Médecin y est décédé le 17 novembre 1998.
- L'artiste argentine Marizu Terza y demeure ; elle a son atelier au proche village de Manantiales.